# 卡里拉
10°21′39″S 37°42′03″W / 10.36083°S 37.70083°W
卡里拉（葡萄牙語：Carira），是巴西的城鎮，位於該國東北部，由塞爾希培州負責管轄，始建於1953年，面積636平方公里，海拔高度351米，2013年人口21,109，人口密度每平方公里33.19人。